# Britmari Brax

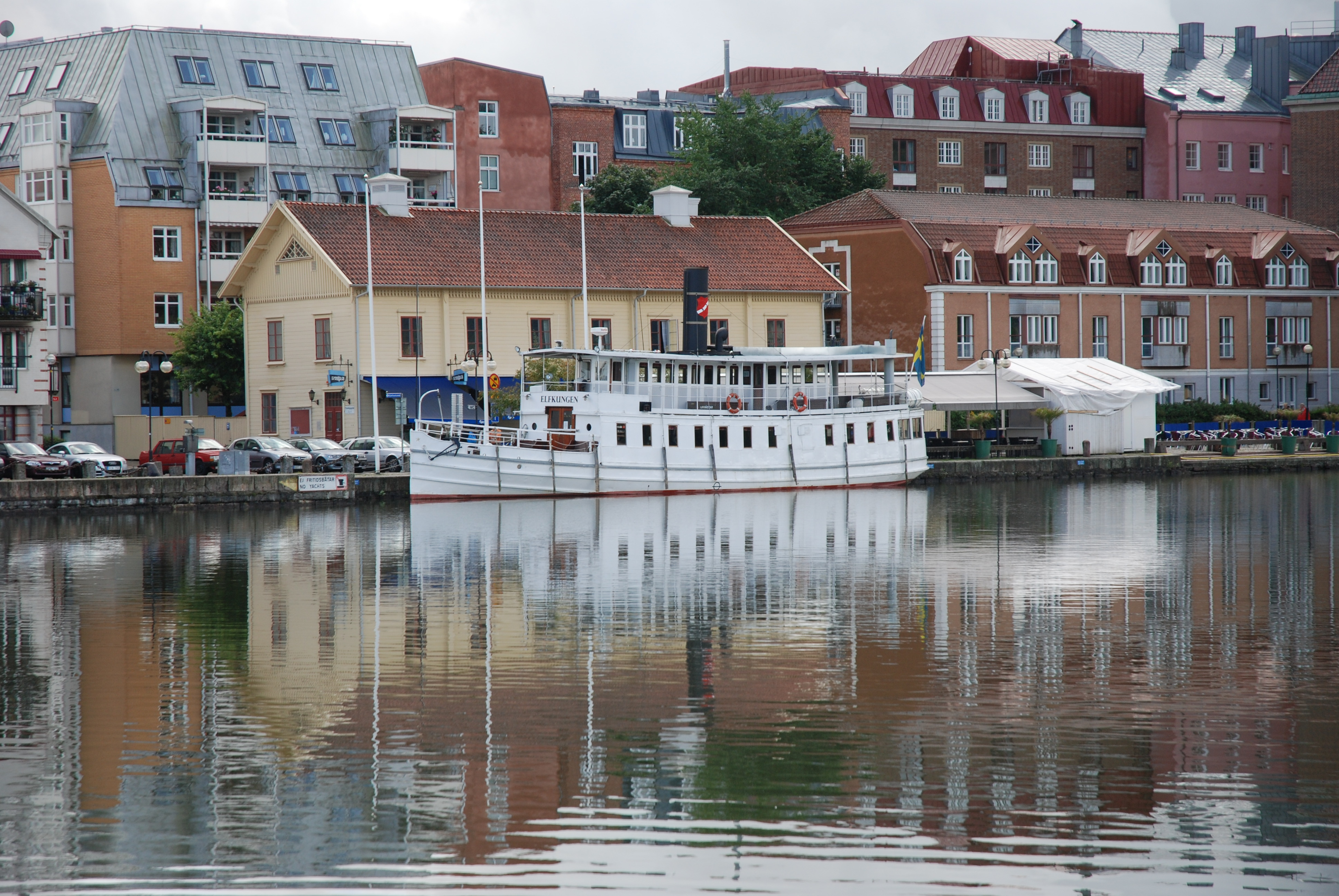
Den 2007 k-märkta M/S Elfkungen tidigare M/S Astrea af Göteborg, i Trollhättan 2010

Britmari Christina Brax, folkbokförd Brit-Mari Brax, född 24 juli 1939, är en tidigare svensk redare.

## Biografi
Britmari Brax är dotter till skeppsredaren Helge Källsson och Alice Becker. Fadern grundade och ägde Thunbolagen i Lidköping. Hon är syster till Jan och Anders Källsson.
År 1957 övertog Thunbolagen under ledning av Helge Källsson det tidigare Ångfartygs AB Göta Kanal efter dess konkurs under namnet Rederi AB Göta Kanal. Företaget hade då tre kvarvarande båtar: M/S Juno, M/S Wilhelm Tham och M/S Diana. År 1986 övertog Källsons dotter Britmari Brax Göta kanalrederiet, som hon drev till och med 2000. Det övertogs 2001 av Strömma Turism & Sjöfart.
Åren 1994–2005 ägde Brax genom Rederi AB Astrea och Göta Kanal Charter Stockholm passagerarfartyget M/S Astrea av Stockholm, senare M/S Elfkungen.
År 1995 köpte hon tillsammans med Erik Thun AB lastfartyget Vielle Montagne III, som de nya ägarna lät bygga om till passagerarfartyget Motalaström, senare Riddarholmen. Det togs över av Thunbolagen 2001.

## Utmärkelser
- 1994 – Stora turismpriset till Britmari Brax och Rederi AB Göta Kanal för att ha bidragit till utvecklingen av svensk turism genom nytänkande och innovation.[6]